# HD 33564
HD 33564 är en ensam stjärna i den norra delen av stjärnbilden Giraffen. Den har en skenbar magnitud av ca 5,08 och är svagt synlig för blotta ögat där ljusföroreningar ej förekommer. Baserat på parallax enligt Gaia Data Release 2 på ca 47,7 mas, beräknas den befinna sig på ett avstånd på ca 68 ljusår (ca 21 parsek) från solen. Den rör sig närmare solen med en heliocentrisk radialhastighet på ca -11 km/s. Den är en tänkbar medlem i rörelsegruppen Ursa Major.

## Egenskaper
HD 33564 är en gul till vit stjärna i huvudserien av spektralklass F7 V. Den har en massa som är ca 1,3 solmassor, en radie som är ca 1,5 solradier och har ca 3,4 gånger solens utstrålning av energi från dess fotosfär vid en effektiv temperatur av ca 6 400 K. Stjärnan visar ingen kromosfärisk aktivitet.

## Planetsystem
I september 2005 hittades en massiv exoplanet på en excentrisk bana runt stjärnan, baserat på variationer i radiell hastighet mätt med ELODIE-spektrografen. Ett överskott av infraröd strålning har observerats vid en våglängd på 60 μm, vilket tyder på att stjärnan kan ha en omgivande stoftskiva. Förekomsten av en skiva är dock osannolik eftersom den infraröda strålningen kommer från en bakgrundsgalax.
| Planet | Massa    | Halv storaxel (AE) | Siderisk omloppstid (d) | Excentricitet | Inklination | Radie |
| ------ | -------- | ------------------ | ----------------------- | ------------- | ----------- | ----- |
| b      | ≥ 9,1 MJ | 1,1                | 388 ± 3                 | 0,34 ± 0,02   | -           | -     |